# Estadio José Amalfitani
Estadio José Amalfitani är en idrottsarena som ligger i stadsdelen Liniers i västra Buenos Aires, cirka 14 kilometer från stadens centrum.
Arenan ägs av och är hemmaarena för Vélez Sarsfield som spelar fotboll i den argentinska högstaligan Primera División. Klubben köpte marken där arenan står under tidigt 1940-tal och en temporär arena i trä stod klar 1943. Den nuvarande arenan invigdes 1951 och renoverades 1978 för att sedan användas till tre gruppspelsmatcher under världsmästerskapet i fotboll 1978.
Sedan 2016 är Estadio José Amalfitani också hemmaarena för Jaguares i Super Rugby och sedan 1986 spelar Argentinas herrlandslag i rugby union många av sina hemmamatcher där.